# Campionato mondiale di scherma 1995
Il Campionato mondiale di scherma del 1995 si è svolto all'Aia nei Paesi Bassi.

## Titoli
Sono stati assegnati 4 titoli femminili e 6 titoli maschili:
- femminile
  - fioretto individuale
  - fioretto a squadre
  - spada individuale
  - spada a squadre
- maschile
  - fioretto individuale
  - fioretto a squadre
  - sciabola individuale
  - sciabola a squadre
  - spada individuale
  - spada a squadre

## Risultati

### Uomini
| Evento                          | Oro                                                                   | Argento                                                                       | Bronzo                                                                        |
| Spada                           |                                                                       |                                                                               |                                                                               |
| Spada individuale (dettagli)    | Éric Srecki                                                           | Robert Leroux                                                                 | Sandro Cuomo Mauricio Rivas                                                   |
| Spada a squadre (dettagli)      | Germania Michael Flegler Arnd Schmitt Elmar Borrmann Mariusz Strzałka | Francia Éric Srecki Robert Leroux Jean-Michel Henry Hugues Obry               | Ungheria Imre Géza Attila Fekete Krisztián Kulcsár Iván Kovács                |
| Fioretto                        |                                                                       |                                                                               |                                                                               |
| Fioretto individuale (dettagli) | Dmitrij Ševčenko                                                      | José Francisco Guerra                                                         | Elvis Gregory Serhij Holubyc'kyj                                              |
| Fioretto a squadre (dettagli)   | Cuba Rolando Tucker Oscar García Elvis Gregory Ignacio González       | Russia Dmitrij Ševčenko Anvar Ibragimov Il'gar Mamedov Vladislav Pavlovič     | Polonia Ryszard Sobczak Piotr Kiełpikowski Jarosław Rodzewicz Adam Krzesiński |
| Sciabola                        |                                                                       |                                                                               |                                                                               |
| Sciabola individuale (dettagli) | Grigorij Kirienko                                                     | Felix Becker                                                                  | Luigi Tarantino Antonio Terenzi                                               |
| Sciabola a squadre (dettagli)   | Italia Luigi Tarantino Raffaello Caserta Antonio Terenzi Marco Marin  | Russia Stanislav Pozdnjakov Sergej Šarikov Grigorij Kirienko Aleksandr Širšov | Ungheria Bence Szabó József Navarrete György Boros Csaba Köves                |

### Donne
| Evento                          | Oro                                                                             | Argento                                                                       | Bronzo                                                                      |
| Fioretto                        |                                                                                 |                                                                               |                                                                             |
| Fioretto individuale (dettagli) | Laura Badea                                                                     | Giovanna Trillini                                                             | Valentina Vezzali Diana Bianchedi                                           |
| Fioretto a squadre (dettagli)   | Italia Giovanna Trillini Valentina Vezzali Diana Bianchedi Francesca Bortolozzi | Romania Claudia Grigorescu Zsofia Lazăr-Szabo Laura Badea Elisabeta Tufan     | Germania Anja Fichtel-Mauritz Sabine Bau Zita-Eva Funkenhauser Monika Weber |
| Spada                           |                                                                                 |                                                                               |                                                                             |
| Spada individuale (dettagli)    | Joanna Jakimiuk                                                                 | Gyöngyi Szalay                                                                | Laura Flessel Sophie Moressée-Pichot                                        |
| Spada a squadre (dettagli)      | Ungheria Gyöngyi Szalay Adrienn Hormay Tímea Nagy Hajnalka Kiraly               | Francia Laura Flessel Sophie Moressée-Pichot Valérie Barlois Sangita Tripathi | Estonia Maarika Võsu Merle Esken Oksana Jermakova Heidi Rohi                |

## Medagliere
| Posizione | Nazione  |    |    |    | Totale |
| --------- | -------- | -- | -- | -- | ------ |
| 1         | Russia   | 2  | 2  | 0  | 4      |
| 2         | Italia   | 2  | 1  | 5  | 8      |
| 3         | Francia  | 1  | 3  | 2  | 6      |
| 4         | Ungheria | 1  | 1  | 2  | 4      |
| 5         | Germania | 1  | 1  | 1  | 3      |
| 6         | Romania  | 1  | 1  | 0  | 2      |
| 7         | Cuba     | 1  | 0  | 1  | 2      |
| 7         | Polonia  | 1  | 0  | 1  | 2      |
| 9         | Spagna   | 0  | 1  | 0  | 1      |
| 10        | Colombia | 0  | 0  | 1  | 1      |
| 10        | Estonia  | 0  | 0  | 1  | 1      |
| 10        | Ucraina  | 0  | 0  | 1  | 1      |
| Totale    | Totale   | 10 | 10 | 15 | 35     |